# Aage C. Nielsen
Aage C. Nielsen (1903-1977) var en aarhusiansk arkitekt .
Aage C. Nielsen tegnede:
- Børnehave, Falstersgade 35 (1939)
- Optagelses- og iagttagelseshjemmet "Søndermarken" (1955)
- Magasin du Nord, Immervad 2-8 (1942, 1955, 1965)
- Præstebolig, Frederikshaldgade 13 (1946)
- Børnehave, Mejlgade 8 (1951)
- KFUM, Klostertorv (1953, 1963)
- Børnehave, Valdemarsgade 16 (1953)
- Christianskirken, Norges Allé (1958)
- Beboelsesejendom Banegårdsgade 16-22 (1960)
- Børnehjem, Reykjaviksgade 11 (1963)
- Præstebolig, Thorshavnsgade 2 (1964)
- Præstebolig, Skovvangsvej 240 (1965)
- Unge Hjems Højskole, Skåde (1960)
- Administrationsbygning og smedehal for Marius Hansen & Søn, Hasselager (1972-73)

Desuden flere enfamiliehuse og byejendomme i Aarhus